# L'eroe di Sparta
L'eroe di Sparta (The 300 Spartans) è un film del 1962 diretto da Rudolph Maté.
Girato in CinemaScope, il film narra la battaglia delle Termopili. Realizzato con la collaborazione del governo greco, è stato girato nel villaggio di Perachora, nel Peloponneso. Richard Egan interpreta il Re di Sparta Leonida I, Ralph Richardson Temistocle di Atene e David Farrar il re persiano Serse, Diane Baker Ellas e Barry Coe Filone, che rappresentano l'elemento romantico del film. In questo, un esercito greco guidato da 300 Spartiati combatté contro un esercito persiano di dimensioni immense. Nonostante le scarse probabilità di vittoria gli Spartani non fuggirono né si arresero, anche se ciò portò alla loro morte.
Quando uscì, nel 1962, i critici interpretarono il film come una riflessione sulla Guerra fredda, parlando degli Stati greci indipendenti come "l'unica roccaforte della libertà rimasta nel mondo allora conosciuto", che lottava contro lo "schiavista impero persiano".
Il film fu girato nei pressi del villaggio di Perachora, sul lato settentrionale del canale di Corinto. Fu impossibile usare come luogo delle riprese la posizione reale delle Termopili per il ritiro del livello delle acque che attualmente lascia emersa una costa larga tre chilometri, ben più ampia rispetto al 480 a.C.. Il ministero della Difesa greco partecipò attivamente alle riprese del film e permise a 5.000 soldati di partecipare nelle scene in esterni.

## Trama
Serse I di Persia conduce un vasto esercito di soldati in Europa per sconfiggere le piccole poleis della Grecia, non solo per soddisfare l'idea di un impero infinito, ma anche per vendicare la sconfitta del padre nella battaglia di Maratona, dieci anni prima. Lo accompagnano Artemisia I, la regina di Alicarnasso, che seduce Serse con il suo fascino, e Demarato, un re di Sparta in esilio, ai cui avvertimenti Serse presta poca attenzione.
A Corinto Temistocle ottenne il sostegno degli alleati greci e convince i rappresentanti del reggente spartano, Leonida I, a concedere l'aiuto di Sparta. Fuori dalla sala Leonida e Temistocle decidono di fortificare il passo delle Termopili fino all'arrivo del resto dell'esercito. Dopodiché Leonida viene a conoscenza dell'arrivo dell'avanguardia persiana e torna a Sparta a diffondere la notizia.
A Sparta il suo collega Leotichida sta lottando con gli Efori riguardo ad una festa religiosa che si sarebbe tenuta in quel periodo: i membri del consiglio sostengono che l'esercito avrebbe dovuto attendere fino alla fine della festa per marciare, mentre Leotichida teme che, entro la sua fine, i Persiani abbiano già conquistato tutta la Grecia. Leonida decide di marciare subito a nord con la sua guardia del corpo, consistente in 300 uomini, che sono indipendenti dalle decisioni degli Efori e del consiglio degli anziani. Successivamente queste truppe sono affiancate dai Tespiesi guidati da Demofilo e da altri alleati greci.
Dopo diversi giorni di combattimenti Serse è irritato per le continue sconfitte subite dal suo esercito, ad opera soprattutto degli Spartani. Leonida viene a conoscenza del fatto che gli Efori avevano deciso che il resto dell'esercito spartano, anziché unirsi alle truppe alle Termopili, avrebbe semplicemente fortificato l'istmo di Corinto senza avanzare oltre. I Greci continuano a respingere i Persiani, finché, dopo la sconfitta subita dalla sua guardia del corpo, Serse comincia a considerare l'ipotesi di un ritiro a Sardi fino a quando non avrebbe potuto equipaggiare un esercito più grande per ripetere l'invasione. Mentre si prepara a ritirarsi, però, Serse viene a conoscenza da Efialte, pastore del luogo, di una pista attraverso le montagne che avrebbe consentito ai Persiani di attaccare i Greci da dietro. Promettendo di premiare Efialte per questa informazione, Serse manda il suo esercito lungo quella strada.
Quando Leonida si rende conto di essere stato circondato manda via gli alleati greci perché avvisino le città a sud. Pur essendo troppo pochi per proteggere il passaggio, gli Spartani attaccano il fronte persiano vicino al punto in cui si trova Serse. Leonida viene ucciso nella mischia. Intanto i Tespiesi, che si erano rifiutati di abbandonare gli Spartani, sono sopraffatti mentre difendono la retroguardia. Circondati, i superstiti Spartani rifiutano la resa per continuare a combattere intorno al corpo di Leonida. Vengono poi annientati dal lancio di frecce infuocate .
A questo punto la narrazione afferma che la battaglia di Salamina e la battaglia di Platea misero fine all'invasione persiana, fine che non avrebbe potuto essere raggiunta senza il tempo guadagnato dai 300 spartani che hanno sfidato l'esercito di Serse alle Termopili. Una delle immagini finali del film è il monumento che porta l'epigramma di Simonide, che viene recitato.

## Influenza
Il fumettista Frank Miller ha visto questo film ancora ragazzo e disse che cambiò il corso della sua vita creativa.  La sua graphic novel 300 tratta della battaglia delle Termopili, e, nel 2007, è stato adattato in un film di successo.